# Дегтярево
Дегтя́рево (рос. Дегтярево, ерз. Дегтярево) — присілок у складі Темниковського району Мордовії, Росія. Входить до складу Русько-Тювеєвського сільського поселення.
Населення — 24 особи (2010; 36 у 2002).
Національний склад (станом на 2002 рік):
- росіяни — 92 %